# بیلیوو (شهرستان یاروچین)
بیلیوو (به لهستانی:  Bielejewo) یک روستا در لهستان است که در گمینا یاراچوو واقع شده‌است.